# کومکن
کومکن که اختصار جمله Council For Mutual Economic Assistance می‌باشد با حمایت شوروی بوسیله کشورهای اروپای شرقی تشکیل شد تا در جهت پیشرفت اقتصاد و صنعت کشورهای عضو با هم همکاری داشته باشند. با فروپاشی شوروی این سازمان در سال ۱۹۹۲ میلادی منحل شد.